# فرام‌لک
فرام لک، روستایی است از توابع بخش بندپی شرقی شهرستان بابل در استان مازندران ایران.
این روستای پر افتخار از بازماندگان و نوادگان خالو قربان هرسینی هستند که پس ترور وی در این مکان ماندگار شدند
و هر ساله به یاد مظلومانه کشته شدن خالو قربان اییئن سوگواری قربانی را به جا می اورند 

## جمعیت
این روستا در دهستان سجادرود قرار دارد و براساس سرشماری مرکز آمار ایران در سال ۱۳۸۵، جمعیت آن ۹۷ نفر (۲۸خانوار) بوده‌است.